# Sadeq Khan Azal-dinlu Qajar
Sadeq Khan Azal-dinlu Qajar (in persiano صادق خان ازل‌الدین قاجار‎) (... – Lankaran, 1813) è stato un militare persiano.
Comandante militare di Abbas Mirza, il principe ereditario della dinastia Qajar, con il grado di sarhang (generale) partecipò alla battaglia di Karabakh nella primavera e nell'estate del 1805. Guidò la cavalleria durante la battaglia di Shusha nel 1805, dove subì alcune ferite. In seguito fu nominato comandante del Nezam-e Jadid (“Il nuovo esercito”), un progetto per costruire un moderno esercito persiano. Fu ucciso nel 1813 durante l'assedio di Lankaran.